# 中西規真
中西 規真（なかにし のりまさ、1991年4月11日 - ）は、兵庫県出身の元サッカー選手。ポジションは、ディフェンダー。
宝塚歌劇団元宙組トップ娘役実咲凜音の実弟。

## 来歴
小学生から父親の勧めでサッカーを始め、現SVICフットボールアカデミーの猪股洋陽代表に見出され中学時代はFCフレスカ神戸に在籍してチームの中心選手として活躍した。その後進学した滝川第二高校の2年次には第102回全国高校サッカー選手権大会にMFとして出場、ベスト8で大迫勇也の鹿児島城西高校に敗れた。当時のキャプテンが試合後のロッカールームで発した「大迫半端ない」は有名である。3年次は主将としてチームを率いたが惜しくも兵庫県大会決勝で敗れ、2010年に日本体育大学へ入学、3年次からDFに転向し、4年次まで関東大学サッカーリーグ1部で主力選手として活躍した。同期には稲垣祥、菊池俊介、北脇健慈らがいる。
2014年より、横浜スポーツ&カルチャークラブへ入団。開幕戦となった3月9日のブラウブリッツ秋田戦でJリーグデビューを果たし、同試合で初得点を記録した。チームではDFリーダーとしてレギュラーに定着し続け、2018年には主将としてチームを率い、開幕戦を川口能活率いるSC相模原と対戦し、2-2で引き分けた。
学生時代に半月板損傷で負傷手術を経験しているが、現役中にも同様の怪我を再発し2度の手術を経て、2019年11月、現役引退が発表された。
2020年より横浜Ｆ・マリノスのプライマリーおよびスクールコーチに就任。
2021年-2022年横浜F・マリノスアカデミーだけでなく、提携先の関東学院大学のコーチとして多数のプロ選手輩出に貢献した。
2023年より桐蔭学園高校の非常勤講師となり、同高校サッカー部を指導すると共に2022年度にインカレを制したの桐蔭横浜大学のサッカー部の指導にも携わった（桐蔭学園高校は同年に関東プリンス一部に昇格）。
2024年、母校の滝川第二高校に教員として就任し、サッカー部を指導することとなった。

## 所属クラブ
- 1998年 - 2003年 須磨ナイスサッカークラブ
- 2004年 - 2006年 FCフレスカ神戸
- 2007年 - 2009年 滝川第二高等学校
- 2010年 - 2013年 日本体育大学
- 2014年 - 2019年 横浜スポーツ&カルチャークラブ

## 個人成績
| 国内大会個人成績 | 国内大会個人成績 | 国内大会個人成績 | 国内大会個人成績 | 国内大会個人成績 | 国内大会個人成績 | 国内大会個人成績 | 国内大会個人成績 | 国内大会個人成績 | 国内大会個人成績 | 国内大会個人成績 | 国内大会個人成績 |
| 年度             | クラブ           | 背番号           | リーグ           | リーグ戦         | リーグ戦         | リーグ杯         | リーグ杯         | オープン杯       | オープン杯       | 期間通算         | 期間通算         |
| 年度             | クラブ           | 背番号           | リーグ           | 出場             | 得点             | 出場             | 得点             | 出場             | 得点             | 出場             | 得点             |
| 日本             | 日本             | 日本             | 日本             | リーグ戦         | リーグ戦         | リーグ杯         | リーグ杯         | 天皇杯           | 天皇杯           | 期間通算         | 期間通算         |
| ---------------- | ---------------- | ---------------- | ---------------- | ---------------- | ---------------- | ---------------- | ---------------- | ---------------- | ---------------- | ---------------- | ---------------- |
| 2014             | YS横浜           | 31               | J3               | 33               | 2                | -                | -                | 2                | 0                | 35               | 2                |
| 2015             | YS横浜           | 31               | J3               | 20               | 0                | -                | -                | 0                | 0                | 20               | 0                |
| 2016             | YS横浜           | 5                | J3               | 23               | 0                | -                | -                | -                | -                | 23               | 0                |
| 2017             | YS横浜           | 5                | J3               | 26               | 0                | -                | -                | 1                | 0                | 27               | 0                |
| 2018             | YS横浜           | 5                | J3               | 22               | 0                | -                | -                | 2                | 0                | 24               | 0                |
| 2019             | YS横浜           | 5                | J3               | 4                | 0                | -                | -                | 0                | 0                | 4                | 0                |
| 通算             | 日本             | 日本             | J3               | 128              | 2                | -                | -                | 5                | 0                | 133              | 2                |
| 総通算           | 総通算           | 総通算           | 総通算           | 128              | 2                | -                | -                | 5                | 0                | 133              | 2                |

その他の公式戦
- 2014年
  - 神奈川県サッカー選手権大会 2試合0得点

- Jリーグ初出場・初得点 - 2014年3月9日 J3第1節 vsブラウブリッツ秋田（ニッパツ三ツ沢球技場）

## タイトル

### クラブ
日本体育大学
- 関東大学サッカーリーグ戦2部 (2011年)